# Port-Bouët
Port-Bouët är en kommun och stadsdel i Abidjan, den största staden i Elfenbenskusten.  Den ligger strax sydost om centrala Abidjan, och cirka 230 km sydost om landets huvudstad Yamoussoukro. Folkmängden uppgår till drygt 600 000 invånare.